# Panurginus romani
Panurginus romani là một loài Hymenoptera trong họ Andrenidae. Loài này được Aurivillius mô tả khoa học năm 1914.